# The Right to Be Happy
The Right to Be Happy er en amerikansk stumfilm fra 1916 af Rupert Julian.

## Medvirkende
- Rupert Julian som Ebenezer Scrooge.
- John Cook som Bob Cratchit.
- Claire McDowell som Mrs. Cratchit.
- Frankie Lee som Tiny Tim.
- Harry Carter som Jacob Marley.